# Ferrovie dello Stato Italiane
Ferrovie dello Stato Italiane SpA (Ferrocarrils de l'Estat Italià en italià) (fins al 21 de juny de 2011, Ferrovie dello Stato SpA o l'acrònim FS) és la principal empresa de ferrocarril italiana. Ferrovie dello Stato va néixer l'any 1905 després que els ferrocarrils italians passessin en mans de l'estat. El 1945 l'Azienda Autonoma delle Ferrovie dello Stato (predecessora de Ferrovie dello Stato), sota el control del Ministeri de Transport italià, l'1 de gener de 1986 va ser transformada en una empresa pública.

## Història
Ferrovie dello Stato es va constituir per la llei número 137 del 22 d'abril de 1905, quan l'estat italià va assumir la totalitat de la propietat i l'administració de la major part de les línies ferroviàries nacionals que, fins aleshores, havien estat en mans de diferents societats privades. Durant els primers anys va ser dirigida per una Comissió d'Administració, presidida pel director general Riccardo Bianchi. L'any 1907 es va decidir incorporar el Consell d'administració, format per vuit consellers. Aquesta estructura es va mantenir fins que la llei número 130 del 2 de febrer de 1920 va augmentar el nombre de membres del Consell d'Administració de vuit a setze membres, dels quals cinc eren representants del personal. Es va establir que el president fos nomenat pel govern i el càrrec de director general fos reanomenat al d'administrador general.
Amb l'arribada del feixisme aquesta estructura va canviar d'acord amb la política de reorganització centralitzadora del règim. A finals del 1922, es va dissoldre el Consell d'administració i es va imposar el càrrec d'administrador general. El 4 de gener de 1923 un nou decret va portar a la designació d'un comisionat extraordinari, Edoardo Torre, del qual el seu mandat comprenia un període vàlid fins al 30 d'abril de 1924. L'1 de maig d'aquest mateix any va ser creat el Ministeri de Comunicacions per mitjà de la llei número 596, el qual comprenia ferrocarrils, correu i telègraf, i la marina mercant. Com a resultat d'això, Torre va ser destituït. El Consell d'administració va ser restituït, però només amb funcions consultives i sota les ordres del Ministeri de Comunicacions. El decret número 863 del 22 de maig de 1924 va establir deu membres en el Consell d'administració, sense representants del personal i es va restituir el càrrec de director general.
Després del 8 de setembre de 1943, siguent separada Itàlia, va succeir el mateix amb la separació territorial i administrativa de la xarxa ferroviària. Van ser creades dos Direccions, la de Salern per les zones ocupades pels aliats, i la de Verona (República Socialista), amb una organització molt similar a l'original.
A principis de l'any 1944 va ser suspesa, de forma provisional, la normativa relativa al funcionament del Consell d'administració, i el ministre de Comunicacions va assumir la funció de director general. A finals d'aquest any es decideix dividir el Ministeri de Comunicació en Ministeri del Transport, que també comprenia la direcció general de Ferrovie dello Stato i el Ministeri de Correus i Comunicacions. El 20 d'agost de 1945 es decideix recompondre el Consell d'administració constituït per dotze membres i la companyia és reanomenada Azienda Autonoma delle Ferrovie dello Stato.

## Organització
Ferrovie dello Stato és organitzada com un grup amb les següents divisions principals:
- Trenitalia: passatgers i mercaderies
- Rete Ferroviaria Italiana: infraestructura de ferrocarril nacional
- Italferr: enginyeria
- Fersevizi: patrimoni immobiliari
- Grandi Stazioni: controla les 13 estacions més grans del país
- Centostazioni: controla les 103 estacions mitjanes del país
- Sogin: serveis de transport per carretera
- Fercredit: serveis financers

## Transbordador
Els Ferrovie dello Stato Italiane posseeixen i operen un servei de transbordadors per a trens ferroviaris que connecten el continent amb l'illa siciliana que travessa l'estret de Messina. Porten InterCity, InterCityNotte i vagón mitjançant vaixells transbordadors.
Fins al 2009 hi va haver un altre servei de transbord per al transport de mercaderies, que es va activar el 1961 per connectar el continent a l'illa de Sardenya entre Civitavecchia i Golfo Aranci. Des de 2010, després de la suspensió del servei regular, hi ha un servei de trucades per Messina Marittima i Villa San Giovanni Mare.